# The Beatles: Get Back – Концерт на покрива
„The Beatles: Get Back – Концерт на покрива“ на английски: The Beatles: Get Back - The Rooftop Concert) е американски документален и музикален филм от 2022 г. на режисьора Питър Джаксън. Премиерата на филма излиза на 30 януари 2022 г. в IMAX. Той е посветен на британската рок група „Бийтълс“.